# Ребека Милър
Ребека Милър (на английски: Rebecca Miller) е американска сценаристка, режисьорка и писателка на бестселъри в жанра съвременен роман.

## Биография и творчество
Ребека Милър Аугуста е родена на 15 септември 1962 г. в Роксбъри, Кънектикът, САЩ. Дъщеря е на големия драматург Артър Милър и фотографката Инге Морат. Има брат, който е роден през 1966 г. със синдром на Даун и е настанен в специализирана клиника. Учи в училище интернат „Чоат Розмари Хол“ в Уолингфорд, Кънектикът. Завършва Йейлския университет със степен по изкуство.
След дипломирането си първоначално се насочва към актьорска кариера. През 1995 г. режисира първия си филм Angela по собствен сценарий. Филмът получава одобрението на критиката, но не става популярен.
На 13 ноември 1996 г. се омъжва за актьора Даниъл Дей-Луис, с когото имат двама сина – Ронан (1998), Кашел (2002).
През 2001 г. е издаден първият ѝ сборник с разкази „Лична скорост“ (Personal Velocity). По него през 2002 г. тя прави независимия филм Personal Velocity: Three Portraits. Филмът печели редица награди, включително Голямата награда на журито на Филмовия фестивал в Сънданс и наградата IFT Готъм.
През 2005 г. е автор на пиесата и сценария за успешния ѝ филм The Ballad of Jack and Rose.
През 2008 г. е публикуван първият ѝ самостоятелен роман „Няколкото живота на Пипа Лий“. Той става международен бестселър и е публикуван в повече от тридесет страни. През 2009 г. е екранизиран от Ребека Милър в едноименния филм с участието на Киану Рийвс, Уинона Райдър, Моника Белучи и Алън Аркин.

## Произведения

### Самостоятелни романи
- The Private Lives of Pippa Lee (2008)
Няколкото живота на Пипа Лий, изд. „Фама“ (2009), прев. Павел Боянов
- Jacob's Folly (2013)
- Being Max's Mom (2015)

### Пиеси
- The Ballad of Jack and Rose (2005)
- Maggie's Plan (2016)

### Сборници
- Personal Velocity (2001)
- A Woman Who (2003)
- Stand Together (2022) - с други
- Total (2022)

## Филмография

### Режисьор
- Angela (1995)
- Personal Velocity: Three Portraits (2002)
- „Балада за Джак и Роуз“ (The Ballad of Jack and Rose, 2005)
- The Private Lives of Pippa Lee (2009)
- Maggie's Plan (2015)

### Сценарист
- Angela (1995)
- Personal Velocity: Three Portraits (2002)
- Proof (2005)
- The Ballad of Jack and Rose (2005)
- The Private Lives of Pippa Lee (2009)
- Maggie's Plan (2015)

### Актриса
- The Murder of Mary Phagan (1988) – Лусил Франк
- Georg Elser – Einer aus Deutschland (1989) – Анелизе
- Относно Хенри, Regarding Henry (1991) – Линда
- Wind (1992) – Абигейл Уелд
- Consenting Adults (1992) – Кей Отис
- The Pickle (1993) – Кари
- The American Clock (1993) – Еди
- Mrs. Parker and the Vicious Circle (1994) – Нейза Макмейн
- Любовна афера, Love Affair (1994) – рецепционист